# PSL Research University
La PSL Reasearch University (en francés: Université de recherche Paris Sciences et Lettres) es un agrupamiento universitario francés localizada en París, Isla de Francia (Francia).
Está compuesta por 10 instituciones :
- Collège de France
- Chimie ParisTech
- Escuela Normal Superior de París
- Escuela Superior de Física y de Química Industriales de París
- Instituto Curie
- Escuela Superior de Minas de París
- Observatorio de París
- Universidad París-Dauphine
- Centro Nacional para la Investigación Científica
- Inserm

Incluyen un total de 11 departamentos académicos con un fuerte énfasis en la investigación, la ingeniería, y la educación tecnológica.
Fundado en 2010.